# 孕三烯
孕三烯（英語：pregnatriene），是孕烷带三个碳碳双键的三烯衍生物，是许多甾体激素的结构母核。
孕三烯的三个碳碳双键中，其中一个通常位于A环上的4号碳原子和5号碳原子之间。常见的例子有孕三烯酮等：

孕三烯酮
群孕酮
地马孕酮